# Sambos
Sambos war ein im 4. Jahrhundert v. Chr. lebender indischer König, dessen Reich sich im Bergland westlich des unteren Indus erstreckte.
Sambos wird nur von griechischen und römischen Quellen im Zusammenhang des Indienfeldzugs Alexanders des Großen erwähnt. Als dieser im Frühjahr 325 v. Chr. nach seinem Entschluss zur Beendigung seines Asienfeldzugs und Rückkehr in den Westen den Indus bis zu dessen Mündung ins Arabische Meer hinabfuhr, berührte er auch das Reich des Sambos, dessen Hauptstadt Sindimana (heute Sehwan Sharif) war. Mit dem ihm benachbarten Herrscher Musikanos war Sambos verfeindet. Er unterwarf sich Alexander dem Großen früher als Musikanos und wurde daher als Satrap im Besitz seines Reichs bestätigt. Als aber Musikanos ebenfalls in seiner Herrscherstellung belassen wurde, floh Sambos, von den Brahmanen aufgewiegelt, mit 30 Kriegselefanten über den Indus. Alexander unterjochte daraufhin Sambos’ Reich, bemächtigte sich der Hauptstadt Sindimana und ließ einige Brahmanen bestrafen. Das weitere Schicksal des Sambos ist nicht überliefert.